# Villemomble
Villemomble is een gemeente in het Franse departement Seine-Saint-Denis in de regio Île-de-France. De gemeente telde 29.973 inwoners op 1 januari 2022. De plaats maakt deel uit van het arrondissement Bobigny.

## Geografie
De oppervlakte van Villemomble bedroeg op 1 januari 2022 4,04 vierkante kilometer; de bevolkingsdichtheid was toen 7.419,1 inwoners per km².
De onderstaande kaart toont de ligging van Villemomble met de belangrijkste infrastructuur en aangrenzende gemeenten.

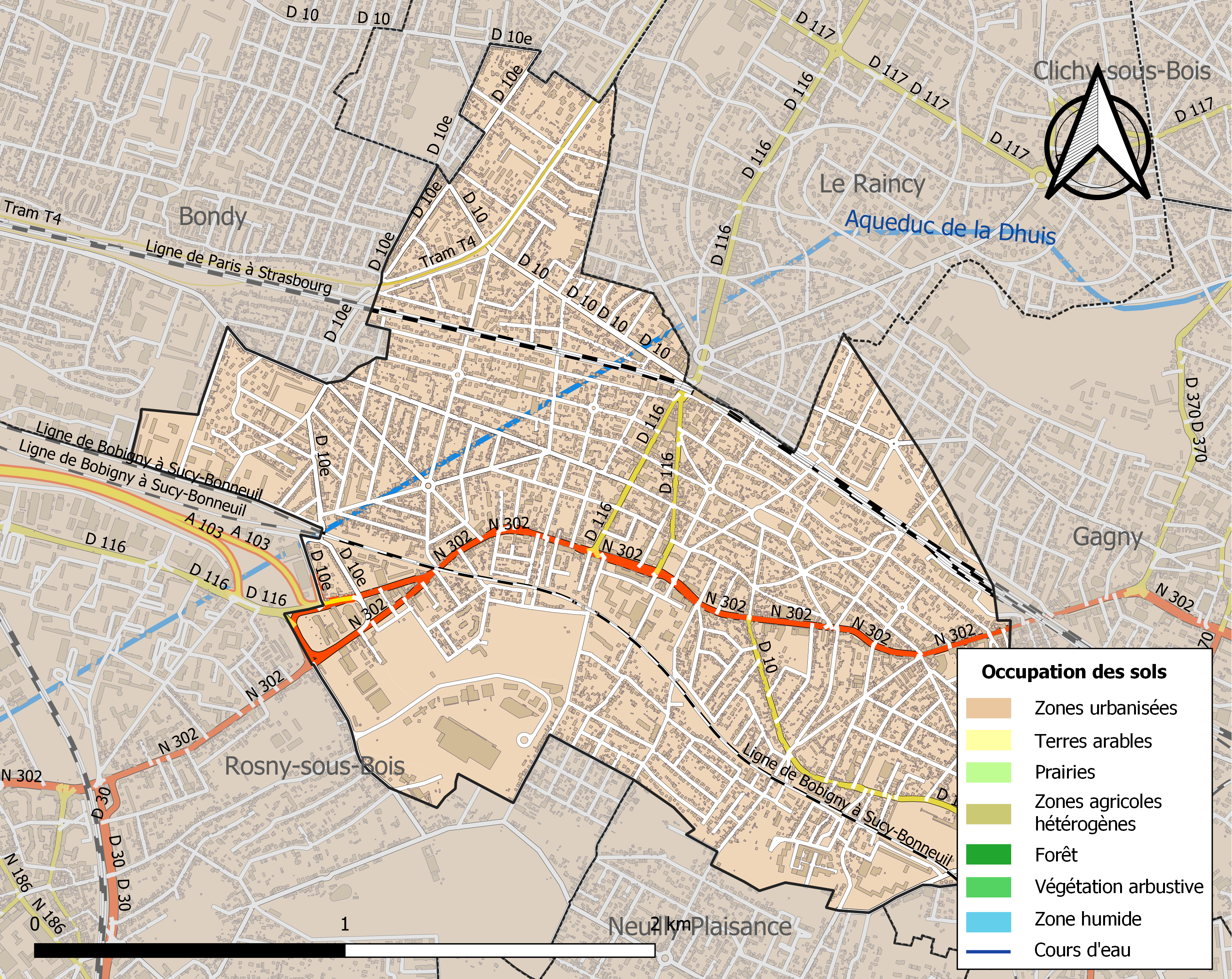

## Demografie
Onderstaande figuur toont het verloop van het inwonertal (bron: INSEE-tellingen).

## Geboren in Villemomble
- Marguerite Perey (1909-1975), schei- en natuurkundige
- Roland Petit (1924-2011), choreograaf en danser